# Boerhavia angustifolia
Boerhavia angustifolia är en underblomsväxtart som beskrevs av Carl von Linné. Boerhavia angustifolia ingår i släktet Boerhavia och familjen underblomsväxter. Inga underarter finns listade i Catalogue of Life.